# Endlicheria nilssonii
Endlicheria nilssonii är en lagerväxtart som beskrevs av C. K. Allen. Endlicheria nilssonii ingår i släktet Endlicheria och familjen lagerväxter. Inga underarter finns listade i Catalogue of Life.